# Khor Angar
Pour les articles homonymes, voir Angar (homonymie).
Khor Angar est une petite ville portuaire de la république de Djibouti du nord du pays située à proximité du Ras Siyan, face à l'archipel des Sept-Frères.